# Coswig (Saxônia)
Coswig é um município da Alemanha, situado no distrito de Meißen, no estado da Saxônia. Tem 25,85 km² de área, e sua população em 2019 foi estimada em 20.739 habitantes.